# Antoni López Llausàs
Antoni López Llausàs (Barcelona, 25 de enero de 1888-Buenos Aires, 14 de julio de 1979) fue librero, distribuidor y editor español.

## Biografía
Antoni López Llausàs nació en Barcelona, hijo de Antoni López y Benturas y de Carme Llausàs y Corominas, ambos de Barcelona.
Continuador de la tradición editora de su padre y abuelo, dirigió algunos números de L'Esquella de la Torratxa. Ya en solitario, funda una agencia de publicidad y posteriormente la librería Catalònia (1924). Desde la librería ayuda a dar impulso al proyecto de la Fiesta del Libro de cada 23 de abril en Barcelona. Como editor y distribuidor trabajaría con nombres importantes de la literatura catalana del momento como Prudenci Bertrana, Carlos Soldevila, Josep Maria de Sagarra y Josep Pla. También publica los ensayos de Francesc Cambó, los textos protofeministas de Anna Murià y Rosa Maria Arquimbau, las Nits de Barcelona de Josep Maria Planes o el Diccionari general de la llengua catalana de Pompeu Fabra.  
Junto con Carlos Soldevila trabajaría en la etapa más brillante de la revista D'Ací i d'Allà, promovería el semanario Imatges y la revista satírica El Bé Negre. Durante la Guerra Civil marcha a París y posteriormente a Buenos Aires. En Argentina consigue la propiedad de la Editorial Sudamericana, donde seguiría trabajando hasta su muerte. Desde la gerencia de Editorial Sudamericana creó una sucursal en Barcelona con el nombre de editorial Edhasa.
Antoni López se casó en enero de 1908 con la escritora Maria Teresa Llovet y d'Arnal. Su hijo Jordi López Llovet fue un representante de la cuarta generación de López editores. Jordi López murió en 1965 cuando dirigía Editorial Sudamericana junto con su padre.